# Dilok (okres Chust)
Dilok, ukrajinsky Ділок, maďarsky Blizsnigyilok, je vesnice v Horinčovském jednotném územním společenství, v okrese Chust, v Zakarpatské oblasti Ukrajiny.  V roce 2001 zde žilo 302 obyvatel.